# Ceregnano
Ceregnano – miejscowość i gmina we Włoszech, w regionie Wenecja Euganejska, w prowincji Rovigo.
Według danych na rok 2004 gminę zamieszkiwały 3942 osoby, 131,4 os./km².

## Współpraca
- Seeheim-Jugenheim, Niemcy